# San Cristóbal Totonicapán
San Cristóbal Totonicapán («San Cristóbal», en honor a San Cristóbal de Licia; «Totonicapán», del náhuatl: «arriba en el agua caliente») es un municipio del departamento de Totonicapán, Guatemala. Según el censo de 2018, tiene una población de 36 119 habitantes.
Celebra su fiesta titular el 25 de julio de cada año en honor a San Cristóbal.
Fundado por los conquistadores españoles, durante la época colonial fue parte del corregimiento de Totonicapán. Después de la Independencia de Centroamérica en 1821, pasó a formar parte del departamento de Sololá/Suchitepéquez y estaba en el distrito de Sololá para la impartición de justicia. En 1838 estuvo entre los poblados que formaron el Estado de Los Altos, que se segregó del Estado de Guatemala por iniciativa de los criollos liberales de la región; pero este intento de secesión fue aplastado por el hombre fuerte del régimen conservador guatemalteco, el general mestizo Rafael Carrera.
Tras la Revolución Liberal de 1871, ocurrida seis años después de la muerte del general Carrera, los liberales recuperaron el poder en Guatemala, y el 12 de agosto de 1872 separaron el extenso departamento de Sololá/Suchitepéquez, creando el nuevo departamento de Quiché con los distritos de la Sierra y Quiché; por su parte, San Cristóbal pasó al departamento de Totonicapán.
En 1976 fue prácticamente destruido por el terremoto del 4 de febrero, pero se ha recuperado considerablemente desde entonces.

## Toponimia

### Nombre en castellano
Muchos de los nombres de los municipios y poblados de Guatemala constan de dos partes: el nombre del santo católico que se venera el día en que fueron fundados y una descripción con raíz náhuatl; esto se debe a que las tropas que invadieron la región en la década de 1520 al mando de Pedro de Alvarado estaban compuestas por soldados españoles y por indígenas tlaxcaltecas y cholultecas. Así pues, el poblado recibió su nombre en honor a San Cristóbal mártir, mientras que el topónimo «Totonicapán» es derivado de las palabras en náhuatl «totonilco» (español: «agua caliente») y «pan» (español: «arriba»); por lo tanto, Totonicapán significa «arriba en el agua caliente».

### Nombre en k'ich'e
El municipio de San Cristóbal Totonicapán fue anteriormente conocido como Paxulá o Pachulá, un topónimo que proviene de las raíces en k'ich'e «pa» (español:«lugar»), «jul» (español: «agujero») y «já» (español: «agua» o «río»), que podrían signifcar «en el lugar de la catarata».

## División política
El municipio de San Cristóbal Totonicapán tiene una extensión territorial de 36 km², formando el 3.39% del departamento de Totonicapán y convirtiéndolo en el más pequeño del departamento. Anteriormente el municipio contaba con nueve aldeas, pero poco a poco fueron desapareciendo hasta que quedó solo una. Además posee siete cantones, que detallan en el siguiente cuadro:
| División | Listado                                                                 |
| -------- | ----------------------------------------------------------------------- |
| Aldea    | Nueva Candelaria                                                        |
| Cantones | Patachaj, Pacanac, Chuicotom, Xetacabaj, Xesúc, Xecanchavox y San Ramón |

## Geografía física

### Ubicación geográfica
San Cristóbal Totonicapán se encuentra encuentra en el departamento de Totonicapán y a una distancia de 12 km de la cabecera departamental. Está localizado en la parte sur del departamento de Totonicapán y sus colindancias son: 
- Norte: San Francisco El Alto, municipio del departamento de Totonicapán
- Sur: San Carlos Sija y Salcajá, municipios del departamento de Quetzaltenango[11]
- Este: Totonicapán, municipio del departamento de Totonicapán[11]
- Oeste: San Andrés Xecul, municipio del departamento de Totonicapán

|                         | Norte: San Francisco El Alto |                   |
| Oeste: San Andrés Xecul |                              | Este: Totonicapán |
|                         | Sur: San Carlos Sija Salcajá |                   |

## Gobierno municipal
Los municipios se encuentran regulados en diversas leyes de la República, que establecen su forma de organización, lo relativo a la conformación de sus órganos administrativos y los tributos destinados para los mismos.  Aunque se trata de entidades autónomas, se encuentran sujetos a la legislación nacional y las principales leyes que los rigen desde 1985 son:
| N.º | Ley                                                | Descripción |
| --- | -------------------------------------------------- | --- |
| 1   | Constitución Política de la República de Guatemala | Tiene una regulación legal específica para los municipios en los artículos 253 al 262. |
| 2   | Ley Electoral y de Partidos Políticos              | Ley de carácter constitucional aplicable a los municipios en el tema de la conformación de sus autoridades electas. |
| 3   | Código Municipal                                   | Decreto 12-2002 del Congreso de la República de Guatemala. Tiene la categoría de ley ordinaria y contiene preceptos generales aplicables a todos los municipios, e inclusive contiene legislación referente a la creación de los municipios.             |
| 4   | Ley de Servicio Municipal                          | Decreto 1-87 del Congreso de la República de Guatemala. Regula las relaciones entra la municipalidad y los servidores públicos en materia laboral. Tiene su base constitucional en el artículo 262 de la constitución que ordena la emisión de la misma. |
| 5   | Ley General de Descentralización                   | Decreto 14-2002 del Congreso de la República de Guatemala. Regula el deber constitucional del Estado, y por ende del municipio, de promover y aplicar la descentralización y desconcentración económica y administrativa.                                |

El gobierno de los municipios está a cargo de un Concejo Municipal mientras que el código municipal —ley ordinaria que contiene disposiciones que se aplican a todos los municipios— establece que «el concejo municipal es el órgano colegiado superior de deliberación y de decisión de los asuntos municipales […] y tiene su sede en la circunscripción de la cabecera municipal»; el artículo 33 del mencionado código establece que «[le] corresponde con exclusividad al concejo municipal el ejercicio del gobierno del municipio».
El concejo municipal se integra con el alcalde, los síndicos y concejales, electos directamente por sufragio universal y secreto para un período de cuatro años, pudiendo ser reelectos.
Existen también las Alcaldías Auxiliares, los Comités Comunitarios de Desarrollo (COCODE), el Comité Municipal del Desarrollo (COMUDE), las asociaciones culturales y las comisiones de trabajo. Los alcaldes auxiliares son elegidos por las comunidades de acuerdo a sus principios y tradiciones, y se reúnen con el alcalde municipal el primer domingo de cada mes, mientras que los Comités Comunitarios de Desarrollo y el Comité Municipal de Desarrollo organizan y facilitan la participación de las comunidades priorizando necesidades y problemas.

## Historia
El poblado es uno de los más antiguos de Guatemala, ya que se tienen referencias de su existencia desde el siglo xvi. Se creó aproximadamente en el año de 1578 por los conquistadores españoles.

### Tras la Independencia de Centroamérica
Conformación de los Distritos del Estado De Guatemala tras la iindependencia del Reino de Guatemala de España.
| - Mapa de Guatemala en 1839, elaborado por el arquitecto británico Frederick Catherwood, quien visitó Guatemala en compañía del explorador estadounidense John Lloyd Stephens en comisión del presidente de los Estados Unidos, Martin Van Buren. - La Asamblea Legislativa del recién creado Estado de Guatemala estableció los distritos para impartir justicia en su territorio en 1825, y Totonicapán fue sede del circuito del mismo nombre en el distrito N.° 9 (Totonicapán); a este circuito pertenecían también Salcajá, San Cristóbal, Shejul, Vobos, Écija y San Francisco. |

### El efímero Estado de Los Altos

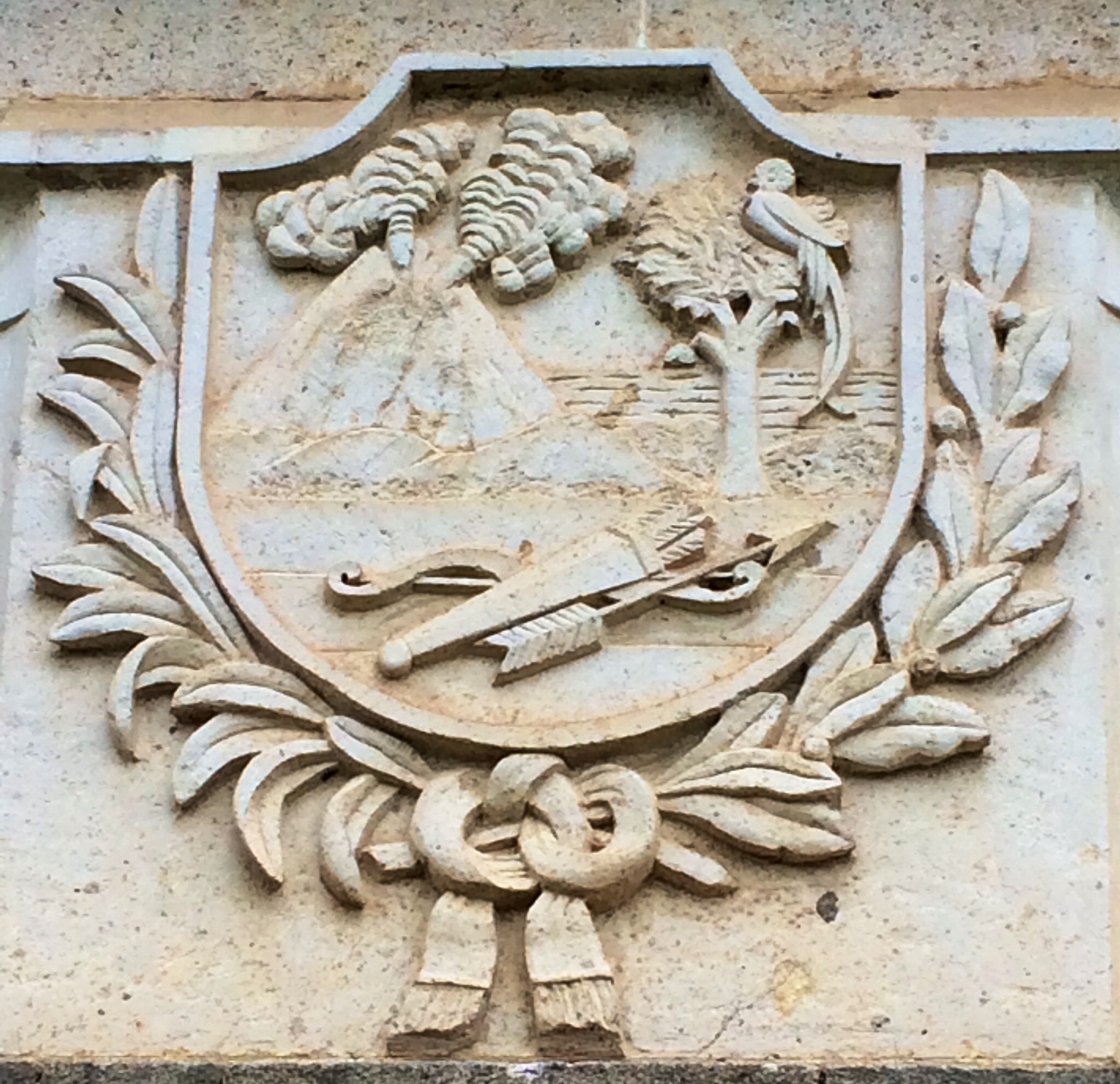
Escudo del Estado de los Altos

Tras la disolución del Primer Imperio Mexicano y la consecuente separación de las Provincias Unidas del Centro de América, la región de Los Altos buscósu separación de Guatemala. Hubo dos condiciones que fueron favorables a las pretensiones de la élite criolla altense: la creación de un marco legal en la constitución centroamericana para la formación de nuevos estados dentro del territorio de la república y la llegada al gobierno de los federalistas liberales, encabezados por Francisco Morazán.  Luego de la independencia, los mestizos y criollos locales favorecieron al partido liberal, en tanto que la mayoría indígena era partidaria de la Iglesia Católica y, por ende, conservadora.
El 25 de diciembre de 1838 el congreso de la República Federal de Centro América autorizó la creación del Estado de Los Altos, al que pasó San Cristóbal Totonicapán; pero las revueltas indígenas en el Estado de Los Altos fueron constantes por el maltrato de los criollos liberales y alcanzaron su punto crítico el 1.º de octubre de 1839, cuando hubo una sublevación en Santa Catarina Ixtahuacán, Sololá, por el incremento del impuesto indígena. Cuando tropas altenses reprimieron la sublevación y mataron a cuarenta vecinos, los indígenas encolerizados acudieron al caudillo conservador Rafael Carrera, en busca de protección; se dice que uno de ellos llevó la cabeza de su hijo muerto como prueba de la tiranía del jefe de Estado Molina. Por otra parte, en octubre de 1839 la tensión comercial entre Guatemala y Los Altos dio paso a movimientos militares; hubo rumores de que Los Altos estaban organizando un ejército en Sololá con la intención de invadir Guatemala, lo que puso a esta en máxima alerta.
Tras algunas escaramuzas, los ejércitos se enfrentaron en Sololá el 25 de enero de 1840; Carrera venció a las fuerzas del general Agustín Guzmán e incluso apresó a éste mientras que el general Doroteo Monterrosa venció a las fuerzas altenses del coronel Antonio Corzo el 28 de enero.  El gobierno quetzalteco colapsó entonces, pues aparte de las derrotas militares, los poblados indígenas -incluyendo a los de Totonicapán- abrazaron la causa conservadora de inmediato; al entrar a Quetzaltenango al frente de dos mil hombres, Carrera fue recibido por una gran multitud que lo saludaba como su «libertador».
Carrera impuso un régimen duro y hostil para los liberales altenses, pero bondadoso para los indígenas de la región —derogando el impuesto personal— y para los eclesiásticos restituyendo los privilegios de la religión católica. El 26 de febrero de 1840 el gobierno de Guatemala colocó a Los Altos bajo su autoridad y el 13 de agosto de nombró al corregidor de la región, el cual servía también como comandante general del ejército y superintendente.

### Tras la Reforma Liberal de 1871
Luego de la Reforma Liberal de 1871, el gobierno de facto del presidente provisiorio Miguel García Granados dispuso crear el departamento de Quiché para mejorar la administración territorial de la República dada la enorme extensión del territorio de los departamentos de Totonicapán/Huehuetenango y de Sololá/Suchitepéquez. De esta cuenta, el 12 de agosto de 1872 el departamento de Sololá/Suchitepéuez perdió sus distritos de Suchitepéquez, de la Sierra y de Quiché y San Cristóbal Totonicapán pasó a formar parte del nuevo departamento de Totonicapán, junto con Totonicapán, San Andrés Xecul, San Francisco El Alto, San Carlos Sija, San Antonio Sija, San Bartolo Agua Caliente, Calel, Momostenango, Santa María Chiquimula, San Antonio Ilotenango, Nagualá y Santo Tomás Perdido, en la costa de Suchitepéquez.

### Terremoto del 4 de febrero de 1976
El 4 de febrero de 1976 un terremoto de magnitud de 7.5 grados que sacudió a Guatemala destruyó un tercio de la Ciudad de Guatemala y poblados enteros quedaron reducidos a escombros, entre ellos San Cristóbal Totonicapán.  Aproximadamente veintitrés mil personas fallecieron, setenta y seis mil resultaron heridos y hubo más de un millón de damnificados en todo el país.
Tras el terremoto de Guatemala de 1976 la Fundación Juan Bautista Gutiérrez se hizo cargo de la reconstrucción de la escuela del municipio de San Cristóbal Totonicapán, a la que los pobladores bautizaron con el nombre de Escuela «Juan Bautista Gutiérrez»; de hecho, la Fundación ha estado activa en el funcionamiento de la escuela desde entonces.